# Яйя Джаме
Яйя Абдул-Азиз Джамус Джункунг Джаме (на английски: Yahya Abdul-Aziz Jemus Junkung Jammeh) е президент на Гамбия. Взима властта през юли 1994 – 2017 година чрез безкръвен военен преврат. Избран е за президент през 1996 година.

## Биография
Роден е в Канилаи, село в югозападната част на страната. Принадлежи към племето Йола (Диола). Началното си образование получава в родното си село. След това учи в Бвиаме и Банджул. Завършва средното си образование през 1983 г.

### Военна кариера
След завършването на образованието си постъпва в националната жандармерия на Гамбия. След това служи в националната армия в различни подразделения. През 1986 г. получава званието сержант, а през 1987 – лейтенант. В периода 1989 – 1990 г. служи в президентската гвардия – ръководител на президентския ескорт. През 1993 г. получава званието почетен гражданин на щата Джорджия, а през 1994 г. – почетен лейтенант на Алабама.

### Политически живот
На 22 юли 1994 г. лейтенант Джаме организира военен преврат срещу президента Дауду Кайрабу Джавару.
През септември 1996 година създава партията Алианс за политическа реорганизация и реконструкция, с която печели президентските избори в Гамбия. На 18 октомври 2001 година с 53 % от гласовете е преизбран за президент.
Международните наблюдатели оценяват изборите като честни и демократични, въпреки някои недостатъци.
На 22 септември 2006 г. се провеждат президентски избори. Яйя Джаме получава 67,3 % от гласовете. Опозиционният лидер Оусаиноу Дарбое отхвърля резултатите с мотива, че изборите не са честни и справедливи. На 15 декември Джаме полага клетва за трети президентски мандат.
На 21 март 2006 г. е извършен опит за държавен преврат. В този момент президентът Джаме е на посещение в Мавритания. Той бързо се връща от там и участниците в преврата са принудени да бягат в съседен Сенегал, но една част са заловени и осъдени за държавна измяна. През април 2007 г. 10 от тях са осъдени, вкл. 4 – на доживотен затвор.

## Обвинения
Джаме често е обвиняван, че ограничава свободата на печата в страната. На 10 и 11 април 2000 г. правителството е обвинено в убийството на 12 студенти и журналист по време на студентска демонстрация. Джаме се свързва и с убийството на 44 ганайски и 10 други западноафрикански емигранти.
На 15 май 2008 г. Яйя Джаме заявява, че правителството ще въведе законодателство, което ще определя правата на хомосексуалните. Те ще бъдат толкова строги, колкото са в Иран, и че той ще отсече главата на всеки хомосексуалист в Гамбия. В своя реч Джаме дава последен ултиматум на всеки хомосексуалист да напусне страната.

## Семейство
В периода 1994 – 1998 г. е женен за Тути Фаал. От втория си брак с мароканката Зайнеб Джаме има 2 деца: дъщеря Мириам – родена през 2000 г., и син Мухамед – роден през 2007 г.